# Selagia zernyi
Selagia zernyi is een vlinder uit de familie snuitmotten (Pyralidae). De wetenschappelijke naam is voor het eerst geldig gepubliceerd in 1942 door Toll.
De soort komt voor in Europa.